# Култура Есватинија
Основно обележје најважнијих културних церемонија у Свазиленду су песма и игра коју изводе мушкарци и жене обучени у спектакуларну традиционалну ношњу. Иако је монархија била критикована као нелиберална, главни културни фестивали се окрећу око светих церемонија зближавања људи и подсећа их на њихову везу са краљем. Народна ношња је упадљива и често се носи, поготову на церемонијама где мушкарци носе штитове по којима се разликује и њихова припадност одређеном пуку. Млађи мушкарци, до 25 година старости, носе браонкасто црвене штитове са кожом павијана обмотаном око држача. Зрелији мушкарци користе црну и белу кожу којом прекривају штитове, а украшавају га кожом мајмуна. Старији се могу препознати по већим, сивим штитовима чији су држачи обмотани кожом шакала. Традиционална одећа подразумева сукњу која се носи испод већег или мањег комада лавље коже или крзна. Жене такође носе кожну сукњу са огртачем. И мушкарци и жене се украшавају перлама, огрлицама и наруквицама.
Сисвати и Енглески су службени језици, а писмо је Енглеско. Иако религија домородаца није широко распрострањена, традиционална Свази култура остаје чврсто укорењена у животима овог народа. Важне церемоније, као што су Инцвала и Умхланга, имају религиозни карактер. Један од најважнијих елемената Инцвала обичаја представља ходочашће до њихове родне земље, на обалама Мозамбика, где сакупљају пену са таласа Индијског океана. Презиме Дламини је најчешће и распрострањено је у свим деловима земље. Већина њих тврди да су по пореклу припадници краљевске лозе, тако да се недавне 1998. догодио неспоразум када су се два човека истог имена, Петер Дламини, појавили да дају заклетву за једно министарско место. Већина популације припада Свази народу, али постоји и мали број Зулуа, Тсонга-Схангаан и Европљана. Избеглице из Мозамбика, како афричког тако и европског порекла, чине значајну мањину.
Кукуруз је основна житарица и углавном се конзумира као каша са додатком масти, што можда звучи непривлачно, али не треба заборавити да је ово сиромашна земља која хронично болује од недостатка залиха хране у регионима склоним суши. У прошлости, Свази су јели доста меса, али је данас исхрана ограничена на кукуруз, млеко и поврће. Афричко домаће пиво се прави углавном од соргума или кукуруза и вреди га пробати, мада, његов квалитет варира од места до места.
Певање и играње су најважнији у Свази свакодневници. Певање укључује и појање (песме хвале, тзв. Мантре). Грнчарија и резбарење су следећи по важности у Свази култури.

## Религија
У бити, Свазији су монотеисти, без акцента на врховно биће, супериорног Бога. Иако га признају као врховног Господара, Свазији су ипак окренути дрвеном обичају поштовања духова предака. Још увек постоји и традиција приношења жртава прецима, како у виду ритуалног клања животиња, тако и приношењем разних поклона, воћа, рукотворина, да би се умилостивили преци и затражила помоћ. Постоје и одређени обичаји који се спроводе с времена на време, а којима се, по веровању, успоставља веза са прецима, на пример, улазак новог члана у домаћинство, а то се посебно односи на прихватање младе у кућу, будући да је њен дух за домаћинство стран. Венчању претходи низ обичајних радњи. После удварања, младић доводи девојку у кућу. Рано ујутро, чланови породице младића буде девојку на груб начин (не потпуно неочекивано) и одводе је до појила где почињу да је вређају како би је расплакале. То је такозвана иницијација духа непознате девојке, који би евентуално у будућности могао да наруши мир читавог домаћинства.

## Обичаји

### Венчање (лобола)
Породица мушкарца мења стоку и остале корисне животиње (просек је око 15 грла или комада), за девојку. Понекад, ако нису у могућности да дају одједном, они плаћају у ’’ратама’’.
Церемонија традиционалног венчања (умтсимба)- Обично се одвија викендом, у току ’’суве’’ сезоне која у Свазиленду траје од Јуна до Августа. Петком увече, млада и њени рођаци иду до младожењине куће. Суботом ујутру почиње забава која се одвија поред најближе реке или потока, где се девојка представља прецима фамилије младића. Служи се месо од говеда и коза, а после подне почиње велики плес у оквиру младожењиног имања. Недељом ујутру, млада са својим рођакама набада младожењину земљу копљем које служи за терање стоке, а након тога јој боје кожу црвеном земљаном бојом. То бојење је највиши чин у самом ритуалу венчања и ни једна жена у Свазиленду не може бити бојена више од једанпут! Након тога, као завршница венчања, долази на ред и отварање поклона, што ради млада тако што их презентује свом супругу.
Када једном постане члан породице, девојка више не може да је напусти, осим у три случаја: неверства, крађе или вештичарења. Под овим околностима породица младића може да је отера, али се њена породица може заузети за њену одбрану и преговарати са фамилијом супруга.

### Рођење
Непосредно након рођења детета, родитељи и присутни сународници, скупљају биљке и животиње које су специфичне за тај клан, праве мешавину од њихових делова, спаљују и инхалирају дете тим димом, како би му донели срећу у животу.

### Смрт
Покојници се сахрањују близу њиховог имања, одмах поред домаћинства, а само краљеви и чланови краљевске фамилије се сахрањују у планинским пећинама. Сахране су веома битне међу Свазијима, и значе им и због чешћег међусобног виђања. Традиционално, немају помене, као рецимо, православци, али се после 30 дана виђају да исперу затрованост смрћу.

## Медицина
Још увек су широм заступљени традиционални врачеви:
- Инуанга (доктор) који лечи алтернативним лековима справљаним у домаћинствима, заснованим на травама
- Сангома (пророк), обично женске особе које комуницирају са духовима предака као би откриле решење проблема
- Умтсакатси (вештац, чаробњак) који повређује или убија људе магијом

## Молитве
Свазији су експерти у писању ода и појању. Постоји и занимање везано за ову културну област, а писци ових ода пишу за сваког краља, сваког поглавара, сваку виђенију личност. То је толико распрострањено у Свазиленду да чак и возачи аутобуса нарачују оде за своје возило, и возећи их појају.
Презимена - Ако користите презиме неке особе у обраћању, то је много већа част него коришћење имена. Савко презиме има своју екстензију, чиме се јасно ставља до знања о ситуацији у којој се налазите са особом – то може бити захваљивање, поздрав као добар дан или поздрав за  до виђења. Звучи нејасно? Ево једног примера:
Нкхоси Дламини вена векунене вена велухланга млангени ломухле Нкхоси, што у буквалном преводу значи: Господине/Госпођо, Дламини (презиме), Ви, који сте у праву, Ви, који сте умилни, Ви који сте тако лепи на сунцу, Добар дан!
Одећа - Дечаци и мушкарци носе кожу одређене дивље животиње до нивоа бутина. Девојке носе сукње, плетене од посебних текстилних трава. Жене са децом носе сукње направљене од кравље коже, и дижу косе у пунђе, тзв. Бее хиве стил. Удате жене, које још немају децу носе и ешарпу направљену од козје коже, преко свог рамена.
Војска и војне формације - Сваки мушкарац припада некој војној формацији, у рату и миру. Те јединице формира краљ сваких пет година. Млади мушкарци се воде у јединице које су под краљевом комадом и служе као његова лична гарда. Јединице којима војници припадају се лако препозњу по бојама кравље коже коју војници носе преко рамена – свака боја указује на посебну јединицу или пук. Краљ их позива четири пута годишње при следећим приликама: Инцвала (нешто као редован војни рок), затим, за краљевско венчање које се одржава само у Јануару, за жетву у Мају и сетву у Јулу.
Два најважнија традиционална плеса су:
Умхланга или Плес Трске је осмодневна церемонија где девојке секу трску и доносе Краљици Мајци. Завршница овог ритуала је плес који нема такмичарски дух. Ова церемонија се одвија крајем августа или почетком септембра, у зависноси од тога када је Краљица Мајка сазове, а то опет зависи од тога када је трска зрела за сечење. Само девојке, неудате и без деце, могу да учествују у овом ритуалу.
Циљеви ове церемоније су следећи:
- држава честитост девојке
- Почасни рад за Краљицу Мајку
- Учи младе солидарности и заједничком раду

Краљевска породица именује Индуну, капитена, вођу тима, а она, преко радија, објављује датум почетка церемоније. Она ће бити обучена и упућена у сва потребна знања везана за краљевски протокол. Једна од краљевих кћери је њен лични тренер.
Први дан:
Девојке се окупљају у краљевском селу Краљице Мајке. Данас је то Лудзидзини, а у Собхузино време је то био Лобамба. Долазе у групама од по две стотине (отприлике), надзиру их мушкарци, за сваку групу по четворица, са по једним супервизором. Спавају у лежаљкама и простиркама на пропланцима села или у оближњим школама, по учионицама.
Други дан:
Подељене су у две групе. Старије, од 14 до 22 године и млађе, од 8 до 13 година. После подне почиње марш до поља трске са супервизорима. Старије девојке понекад иду чак и до града Нтондози удаљеног чак 30 километара од краљевског села, док млађе девојке иду до Бхамскхе поред Малкерна, удаљеног око 10 километара. Ако су старије девојке послате на још удаљеније фарме, онда им влада омогућава транспорт. Девојке стижу на одредиште око вечери и након обеда иду на спавање по већ постављеним шаторима. Раније су их локални мештани примли у своје колибе на преноћишта.
Трећи дан:
Девојке секу трску, обично десет до двадесет по захвату, и то обављају дугим а широким мачетама. Свака девојка везује снопове трске, некада канапима прављеним од трске (и данас ако томе присуствују туристи), а данас пластичним канапима.
Четврти дан:
После подне су девојке спремне да се врате у село Крајице Мајке, носећи своје снопове трске. Враћају се у току ноћи, да би се видело како су прешле дугачак пут.
Пети дан:
Дан одмора када девојке припремају свечане униформе за плес и праве једне другима, чувене етно фризуре.
Шести дан:
Први дан плеса, почиње око 15 х и завршава се након два сата. То изгледа врло живописно, с обзиром на то да девојке прилазе Краљици Мајци у групама и бацајући снопље пред њене ноге, певају песме. То не би било тако живописно да свака група не пева своју песму! Након постављања трске испред Краљице Мајке, настављају са плесом, певајући, свака група, своју песму.
Седми дан:
Последњи дан плеса, када и краљ долази на церемонију.
Осми дан:
Краљ наређује да се закоље двадесет до двадест и пет великих комада стоке како би се припремила гозба за девојке. Свака од њих узима по веће парче меса и одлази својој кући.
Инцвала или Краљевска Церемонија се одвија четвртог дана после пуног месеца, најближег најдужем дану – 21. септембру. За туристе се ово најчешће зове церемонија првог воћа, иако је краљевско пробање воћа само један од аспеката ритуала. Када нема краља (период владавине Краљице Мајке), онда нема ни Инцвале. У случају да се тај ритуал изврши у част неког другог, то се сматра врховном издајом!
Сваки Свази може да учествује у ритуалу, посебно на врхунцу церемоније – четвртог дана велике Инцвале. Кључне фигуре у овом процесу су Краљ, Краљица мајка, краљевске супруге и деца, индуани (гувернери покрајина) и поглавице војних пукова.
За време пуног месеца у Новембру, беманти крећу из села Краљице Мајке у две групе:
- Велика група креће у Ка Тембе (Цатембе, јужно од Мапута) да би захватили морску воду
- Мала група креће северно, да би сакупили воду са река

Беманти се враћају у Краљевску престоницу и то све до новог месеца у Децембру.
Тада почије Мала Инцвала: два дана плеса, певања и ритуала.
Четрнаест дана касније почиње Велика Инцвала.
Први дан: Приношење Лусекване (сикамора грм, Дицхростацхус цинереа)
Младе нежење које крећу из села Краљице Мајке, марширају око 50 километара док не почну да секу гране Лусекване жбуна, под сјајем месеца.
Други дан: Испуштање Луксекване
Младићи смештају одсечено грање у двориште националног одсека за сточарство, а старији младићи машу грањем кроз двориште Краљеве личне резиденције.
Трећи дан: Дан бика
Јутро: дечаци секу гране црног имбондво (црвеног вилиног грма, Цомбретум апицулатум) и ово додају остатку одсеченог шибља.
После подне: док Краљ прима медицине у својој резиденцији, почиње лов на црног бика. Лусекване учесници лове звер, савладају је и враћају Краљу у резиденцију. У Резиденцији се бик закоље и то даје важне састојке медицини, која ће симболично лечити Краља од непријатеља.
Четврти дан:
Главни дан: сви кључни актери овог догађаја су овде, а краљ и његове војсковође се појавјљују у пуној ратничкој опреми. Краљ загризе и испљуне одређене биљке и воћке, а затим баца свету тикву, коју ће штитом ухватити неки од учесника.
Пети дан: Дан Апстиненције
Краљ седа у осаму свете колибе, а беманти вичу кроз престоницу да у току сунчевих сати нема сексуалних контаката, додиривања воде, стављања накита и боја на тело, седења на мадрацима и столицама, руковања, чешања, певања, играња и весеља.
Шести дан: Дан пања
Краљева лична гарда маршира до шуме одакле се враћају са дрвима за ватру. Старији припреме велику ватру у коју се бацају предмети који означавају претходну годину, а све то уз певање, удараљке и неизоставни плес. Краљ ће остати да самује у изолацији до следећег пуног месеца, а тада ће се уклонити лусекване грање са улаза у краљеву колибу.